# Isocitrate lyase
L'isocitrate lyase (ICL) est une lyase qui catalyse la réaction :
isocitrate  {\displaystyle \rightleftharpoons }  succinate + glyoxylate.
Cette enzyme intervient dans le cycle du glyoxylate. On la trouve chez les plantes, les mycètes (champignons), les protistes, les bactéries, les archées ainsi que les nématodes, mais le gène correspondant n'a pas été trouvé chez les mammifères placentaires. Le cycle du glyoxylate permet l'assimilation du carbone à partir de composés à deux atomes de carbone. Ainsi, contrairement au cycle de Krebs, qui ne permet pas d'assimiler des atomes de carbone, le cycle du glyoxylate produit des intermédiaires qui peuvent être utilisés pour synthétiser du glucose via la néoglucogenèse et d'autres biomolécules. C'est la raison pour laquelle les organismes qui possèdent les enzymes isocitrate lyase et malate synthase sont capables de synthétiser du glucose et des intermédiaires métaboliques à partir de l'acétyl-CoA issu de l'acétate ou de la dégradation de l'éthanol, des acides gras ou du  poly-β-hydroxybutyrate.
Cette fonction est particulièrement importante chez les plantes vasculaires à graines oléagineuses, telles que colza, tournesol, arachide, soja, sésame, noix, amande, cotonnier et lin : la germination déclenche la dégradation des huiles en acétyl-CoA, à partir de laquelle le cycle du glyoxylate permet de synthétiser des intermédiaires métaboliques qui peuvent être utilisés comme nutriments avant la production de glucides par photosynthèse.